# Annie Chen
Annie Chen (en chino: 陳庭妮; 28 de abril de 1989 en Taichung) es una actriz y modelo taiwanesa que debutó en televisión en 2008 en la serie Prince + Princess 2, interpretando el papel principal de Zhao Ke Rou.

## Carrera

### 2007-2008: Debut como actriz y modelo
Tras finalizar los estudios de secundaria, Chen se inscribió en una competencia de modelaje, ganando el título en el concurso  The First Kaiwo Phantasy Star CatwalkGirl de 2007. El proceso de selección se llevó a cabo entre el 18 de junio y el 18 de agosto de 2007. Acto seguido, comenzó a trabajar de la mano de la productora Catwalk y a tener más oportunidades, entre las que se incluyen ser presentadora de MTV Taiwán, promotora de publicidad de varios productos y una conocida modelo de portadas de revistas.
En 2008 obtuvo su primer reconocimiento como actriz después de protagonizar el vídeo musical de Judy Chou, subcampeona en el concurso de canto One Million Star. Posteriormente realizó su primera aparición en la pantalla chica en la serie Prince + Princess 2 de la cadena CTS como la protagonista femenina, Zhao Kerou.

### 2009-2011: Roles en la televisión de Taiwán
En 2009 apareció en el videoclip de la canción de Will Pan "Silence Room for Rent" (寂屋出租) incluida en su álbum 007 e integró el reparto del programa de televisión Momo Love de la cadena CTV como Zhang Kaili, la novia de Chen Qi (Ken Chu). Consiguió su segundo y tercer papel principal en una serie de televisión durante 2010, iniciando con Happy and Love Forever (幸福一定强), la primera serie de la trilogía Happy of the Rings de Anhui TV, con Ming Dao y Li Yi Feng, seguida de Volleyball Lover de la CTS con Godfrey Gao.
Nuevamente apareció junto a Ming Dao protagonizando la segunda serie de la trilogía Happy of the Rings, titulada Sunny Happiness en 2011. A finales de ese mismo año fue elegida como la principal protagonista femenina de la serie de televisión Inborn Pair en el papel de Song Yi Jie.

### 2012-2013:Love NowyLove Around

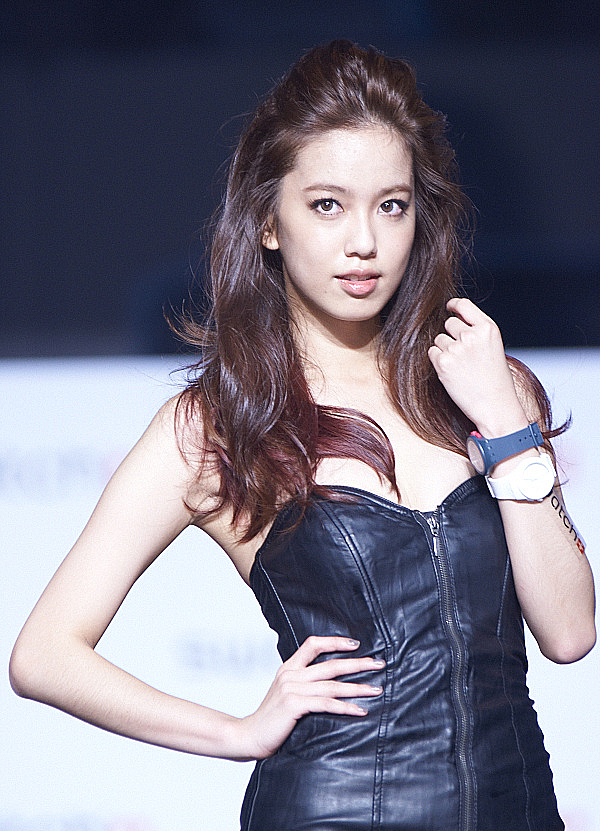
Annie Chen, 2012

Por tercera vez, Chen y Dao representaron sus respectivos papeles en Happy and Love Forever y actuaron junto con Mike He y Janine Chang, del elenco de Sunny Happiness, en la tercera y última serie de la trilogía Happy of the Rings, titulada Happy Michelin Kitchen.
En 2012 se integró a la filmación de la serie Love, Now en Borácay, Filipinas con el actor George Hu. En la serie, Chen interpreta el personaje de Yang Yi-ru, una mujer adicta al trabajo que se va de vacaciones y casualmente conoce a Lan Shi-de. Chen y Hu hicieron equipo nuevamente en el seriado Love Around, estrenado el 9 de junio de 2013.

### 2014-presente
Chen comenzó el 2014 concentrándose principalmente en su carrera como modelo. En febrero rechazó el papel principal del drama de la cadena SETTV Love Met Cupid para dejar que su contrato con Sanlih E-Television expirara y no renovarlo. La serie más tarde fue titulada Pleasantly Surprised y se convirtió en un éxito en Taiwán de la mano de la protagonista Puff Kuo y Jasper Liu.
Después de tomar casi un año de descanso de la actuación, volvió a la pantalla chica a finales de 2014 con el drama de la TVBS Boysitter, acerca de una madre soltera que tiene que decidir si quiere recuperar a su irresponsable exnovio y padre de su hijo, interpretado por River Huang, o si quiere estar con su compañero de trabajo más maduro y fiable, interpretado por Melvin Sia.
En 2016, actuó en la película taiwanesa White Lies, Black Lies y a partir de entonces registró apariciones en producciones para cine y televisión como My Goddess, Pigeon Tango, More than Blue y Dark is the Night.

## Filmografía

### Televisión
| Año       | Título internacional                       | Título original           | Papel                        | Cadena                    |
| --------- | ------------------------------------------ | ------------------------- | ---------------------------- | ------------------------- |
| 2008      | Prince + Princess 2                        | 王子看見二公主            | Zhao Ke Rou                  | CTS                       |
| 2009      | Momo Love                                  | 桃花小妹                  | Zhang Kai Li                 | CTV, GTV                  |
| 2010      | Happy and Love Forever                     | 幸福一定强                | Pan Xiao Nuo                 | Anhui TV                  |
| 2010      | Volleyball Lover                           | 我的排隊情人              | Xin Hai Jing                 | CTS                       |
| 2010      | Goodbye                                    | 再見全壘打                | Zhao Zhong Ci                | PTS                       |
| 2011      | Sunny Happiness                            | 幸福最晴天                | Pan Xiao Nuo                 | Anhui TV, CTV             |
| 2011      | Material Queen                             | 拜金女王                  | Sha Xia                      | CTS                       |
| 2011      | Inborn Pair                                | 真愛找麻煩                | Song Yi Jie                  | SETTV                     |
| 2012      | Happy Michelin Kitchen                     | 幸福三颗星                | Pan Xiao Nuo                 | Anhui TV, CTV             |
| 2012-2013 | Love, Now                                  | 真愛趁現在                | Yang Yi Ru                   | SETTV                     |
| 2013      | Love Around                                | 真愛黑白配                | Liang Xiao Shu               | TTV                       |
| 2014      | Boysitter                                  | 俏摩女搶頭婚              | Yuan Fei                     | TVBS, CTV                 |
| 2015      | Be With Me                                 | 舞吧舞吧在一起            | Chen Ting-ni                 | SET Metro                 |
| 2016      | Rock Records in Love - The Last Gentleness | 滾石愛情故事-最後一次溫柔 | Shen Yen-Ju                  | PTS                       |
| 2016      | Nie Xiaoqian                               | 聶小倩                    | Nie Xiaoqian / Luo Xiao-Qing | CTV, Star Chinese Channel |
| 2016      | Golden Darling                             | 原來1家人                 | Chiung Chiung                | CTV, Star Chinese Channel |
| 2017      | The Long Goodbye                           | 公視人生劇展－告別        | Hsiung Pao-er                | PTS                       |
| 2018      | My Goddess                                 | 種菜女神                  | Tian li-Yun                  | TTV                       |
| 2019      | Rebirth of Shopping Addict                 |                           |                              |                           |

### Cine
| Año  | Título internacional                         | Título original     | Papel         | Notas        |
| ---- | -------------------------------------------- | ------------------- | ------------- | ------------ |
| 2011 | Clear Honey Star Experience - Female Version | 清蜜星體驗 - 女生版 | Ann           | Cortometraje |
| 2013 | At This Moment - Love It 2013                | 這一刻，愛吧2013    | Ren Xin Yi    | Cortometraje |
| 2016 | White Lies, Black Lies                       | 失控謊言            | Chuang Mei-yu |              |
| 2017 | Pigeon Tango                                 | 盜命師              | Barbie        |              |
| 2018 | More than Blue                               | 比悲傷更悲傷的故事  | Cindy         |              |
| 2019 | Dark Is the Night                            |                     |               |              |